# آنهالت ۶۱۲۰
سیارک ۶۱۲۰ (به انگلیسی: 6120 Anhalt، نامگذاری:1987QR) شش هزار و صد و بیستمین سیارک کشف شده‌است که در ۲۱ اوت ۱۹۸۷ کشف شد.
قدر مطلق سیارک برابر ۱۴٫۴۰ است.